# Georg Wegener
Georg Wegener, född den 31 maj 1863 i Brandenburg an der Havel, död den 10 juli 1939, var en tysk forskningsresande.
Wegener företog resor till Spetsbergen (1896), Indien och Egypten (1897–1898), Västindien och Centralamerika (1903; bestigning av Mont Pelé tillsammans med Karl Sapper), Indien och Ostasien (1905–1907 och 1910–1911).
Wegener var under första världskriget 1914–1918 krigskorrespondent vid västfronten och utgav ett urval av sina korrespondentskildringar, Der Wall von Eisen und Feuer (3 band, 1915–1920). Han blev 1919 professor vid handelshögskolan i Berlin.
Wegener offentliggjorde en rad arbeten i kolonialvetenskap samt reseskildringar. Bland hans skrifter märks Deutschland im Stillen Ozean (1903), Reisen im westindischen Mittelmeer (1904) Das heutige Indien (1912), och Die geographischen Ursachen des Weltkrieges (1920).